# Тектона
Тектона (лат. Tectona) — род деревьев семейства Яснотковые. В естественных условиях произрастает в листопадных муссонных лесах Южной и Юго-Восточной Азии. Один из видов рода, тиковое дерево, или тик (лат. Tectona grandis), является источником очень ценной древесины, являющейся одним из важнейших видов экспортной древесины в азиатском регионе. Род Tectona относится в настоящее время к семейству Яснотковые, однако во многих книгах указана его старая принадлежность к семейству Вербеновые.

## Название
Слово тик происходит из языка малаялам (в регионе Малабар), от слова theka или tekka.
На санскрите это слово звучит как сака (санскр. साक), в русский язык оно пришло из английского тик (англ. teak).

## Виды
Род включает три вида:
- Tectona grandis — Тик, или Тиковое дерево, вид распространён в Бангладеше, Шри-Ланке, Мьянме, Таиланде, Китае, Индии и Пакистане.
- Tectona hamiltoniana - эндемичный вид из Бирмы, находящийся под угрозой исчезновения.
- Tectona philippinensis - филиппинский тик, эндемик Филиппин, находится под угрозой исчезновения.[5]

## Рекордные экземпляры
Крупнейшее и старейшее тиковое дерево произрастает в Таиланде, его возраст около 1500 лет, высота - около 47 м. Крупнейшее дерево в Мьянме имеет высоту 34 м при толщине ствола 8,4 м.